# Munkholmen
Ne doit pas être confondu avec Munkholmen (Fusa).
Munkholmen (« île des moines » en norvégien) est un îlot situé au nord du port de Trondheim, dans le Trondheimsfjord. Au cours de l'histoire, l'îlot a successivement servi de lieu d'exécution, de monastère, de forteresse, de prison et même, durant la Seconde Guerre mondiale, de station de défense anti-aérienne. De nos jours, il s'agit simplement d'un lieu de détente et de tourisme.

## Époque viking
Avant la fondation de la ville de Trondheim, par le roi viking Olav Tryggvason, Munkholmen était utilisé comme lieu d'exécution par les habitants de la région. L'arrivée en Norvège d'Olav Tryggvason en 995 correspond à une révolte contre Håkon Sigurdsson, qui fut tué par l'un de ses esclaves, Tormod Kark. Les têtes de Håkon et Kark furent placées sur des piques sur l'îlot, tournées vers le fjord pour servir d'avertissement aux visiteurs. La légende raconte que les visiteurs étaient tenus de cracher sur ces têtes en guise de tribut au roi Olaf Ier de Norvège. Cette tradition d'exposer les têtes des criminels et des opposants politiques se perpétua encore quelque temps, mais les têtes étaient alors placées face à la cité pour dissuader ses habitants de commettre des crimes.

## Christianisme
Au début du XIIe siècle, peut-être même un peu plus tôt, des moines bénédictins s'installent sur l'île et fondent l'abbaye de Nidarholm. Le monastère est assez actif jusqu'à l'arrivée du protestantisme luthérien à Trondheim. Le monastère tombe alors en décadence.

## Fort et prison
La construction d'un fort débute sur l'île en 1658. La construction est achevée en 1661. Le fort est alors également utilisé comme prison. Le comte Peder Griffenfeld est le plus célèbre des prisonniers de Munkholmen. Conseiller des rois du Danemark et de Norvège, Frédéric III puis Christian V mais tombé en disgrâce, il y est transféré en provenance de la forteresse de Copenhague en 1671. Griffendeld reste emprisonné à Munkholmen pendant dix-huit années, jusqu'à sa mort en 1699. Le fort reste en activité jusqu'en 1893.

## Occupation allemande
Les troupes allemandes envahissent la Norvège en 1940. Après la prise de Trondheim au début de la campagne, les Allemands y établissent rapidement une base sous-marine nommée Dora, exploitant la protection naturelle apportée par le fjord. À cette époque, l'îlot de Munkholmen est équipé de batteries de défense antiaérienne. Une grande partie du fort sert d'entrepôt pour les munitions. La présence nazie dure jusqu'à la fin de la guerre en mai 1945. On peut encore trouver des traces de cette occupation sur les niveaux supérieurs du fort.

## Tourisme et loisirs
De nos jours, Munkholmen sert aux activités touristiques et de loisir en période estivale pour la population de la ville de Trondheim. De fin mai à début septembre, des navires desservent régulièrement l'île.

## Galerie

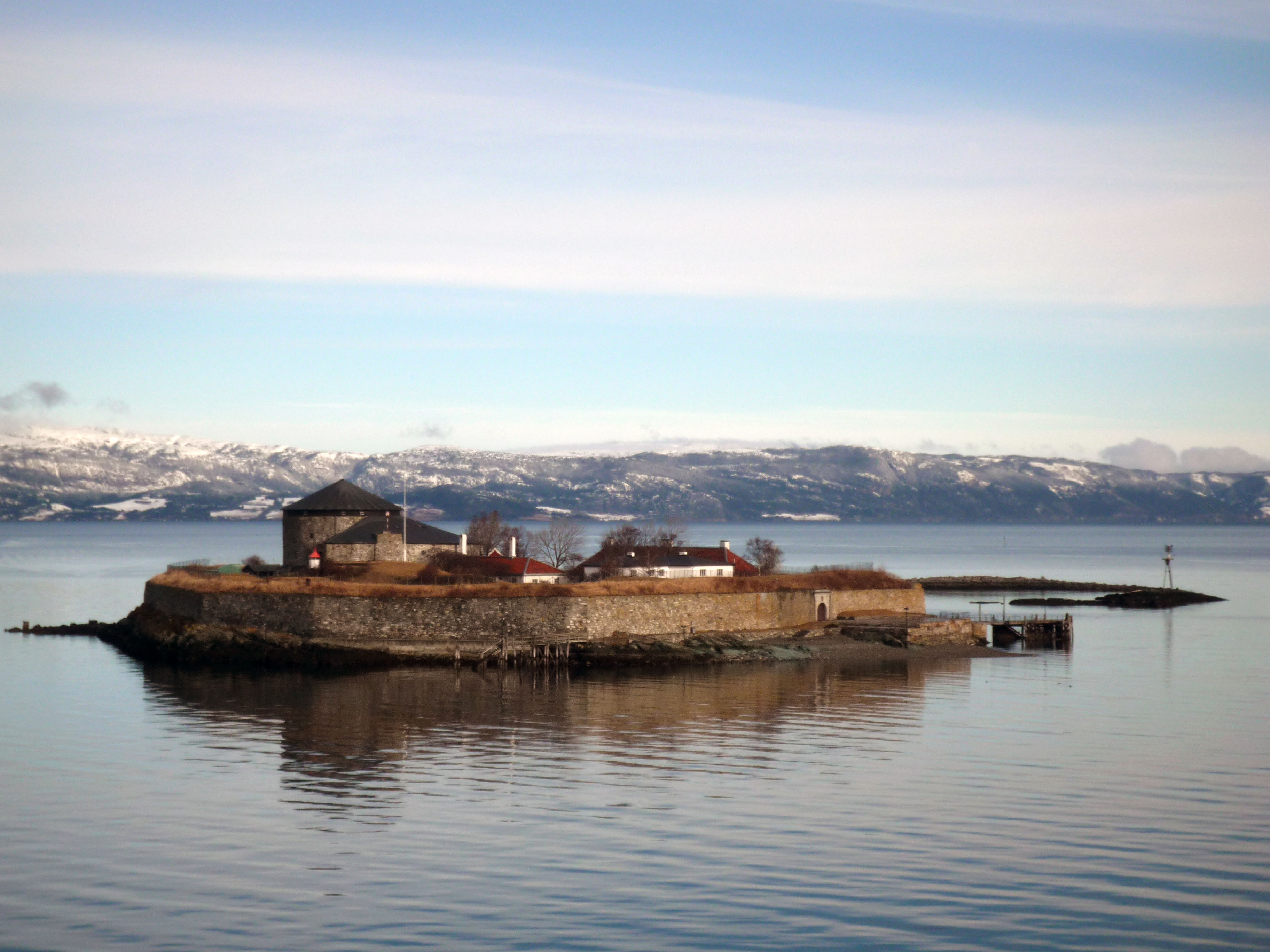
Vue de l'île
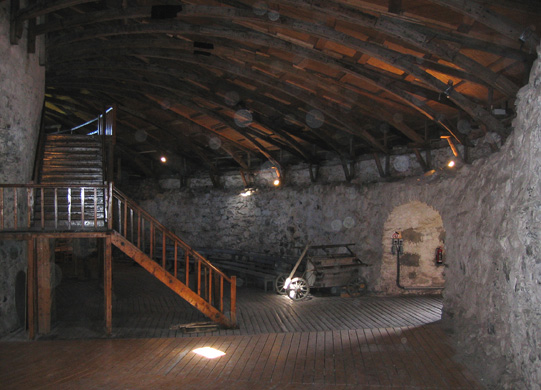
Intérieur de la tour ronde
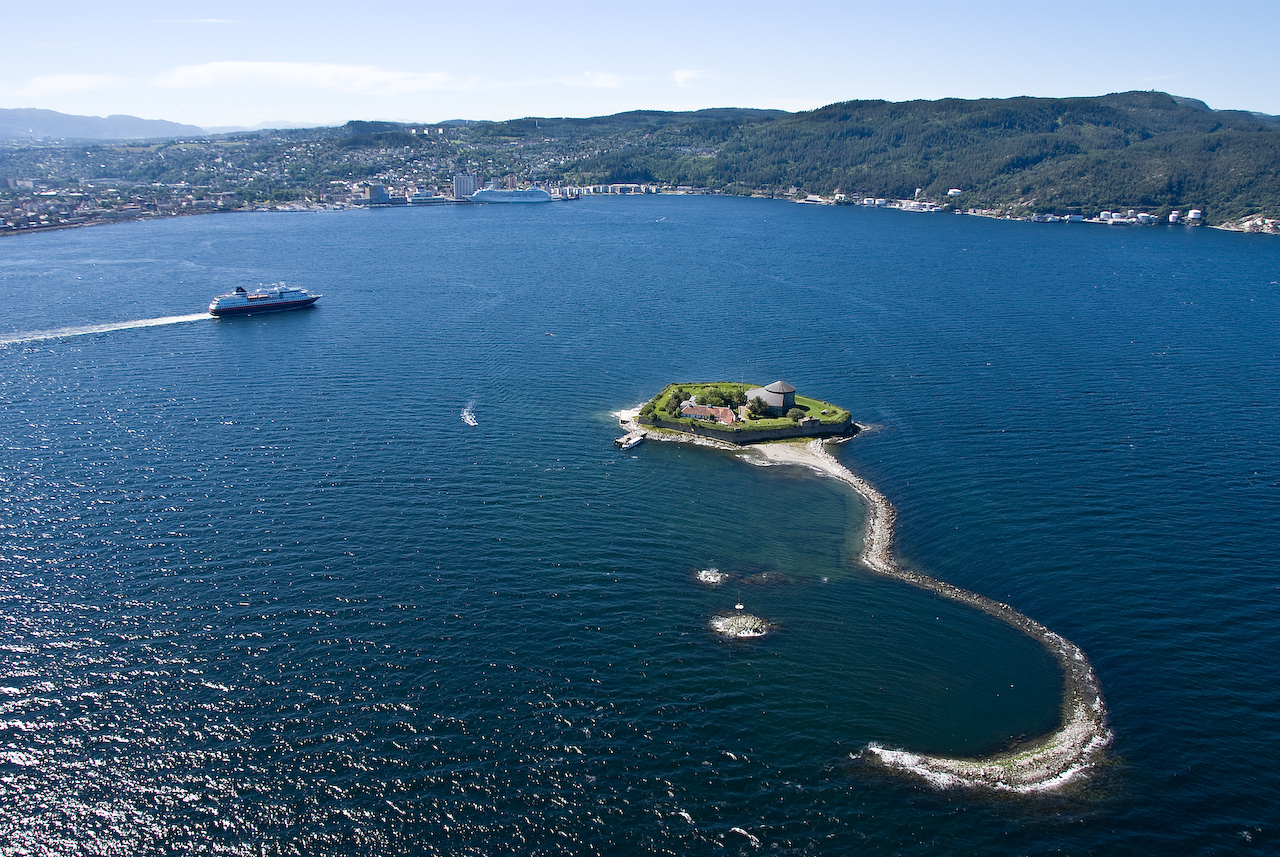
Vue aérienne de  Munkholmen, avec Trondheim en arrière-plan